# Ceci est un morceau de fromage
Ceci est un morceau de fromage est une sculpture de l'artiste belge René Magritte réalisée en 1936 ou 1937. Cette œuvre surréaliste est un assemblage constitué d'une cloche à fromage recouvrant un tableautin représentant simplement une tranche de fromage. Elle est conservée au sein de la Menil Collection, à Houston, aux États-Unis.